# Вулиця Орна
Вулиця Орна — вулиця у Шевченківському районі міста Львова, в місцевості Голоско. Пролягає від вулиці Варшавської углиб садибної забудови, завершується глухим кутом.

## Історія та забудова
Виникла на початку XX століття під у складі передміського селища Голоско Мале. Після входження селища до меж міста 11 квітня 1930 року, вулиці колишнього села були перейменовані або ж новоутвореним вулицям надавалися певні назви. Так, у 1933 році отримала назву Орна і відтоді назва не змінювалася.
Забудована одноповерховими приватними садибами 1930-х років. Під № 2 розташований приватний дитячий садок «Левленд».